# Nursery Glacier
Nursery Glacier är en glaciär i Antarktis. Den ligger i Östantarktis. Nya Zeeland gör anspråk på området. Nursery Glacier ligger 397 meter över havet.
Terrängen runt Nursery Glacier är kuperad norrut, men söderut är den platt. Trakten är obefolkad. Det finns inga samhällen i närheten.